# دونالد بيتيت
دونالد بيتيت (بالإنجليزية: Donald Pettit)‏ (و. 1955 – م) هو رائد فضاء، وكيميائي من الولايات المتحدة الأمريكية . ولد في سيلفرتون (أوريغون).

## ريادة الفضاء
شارك في المهمات الفضائية:
- البعثة 6
- STS-113
- Soyuz TMA-03M
- STS-126
- البعثة 30
- البعثة 31
- Soyuz TMA-1.

## التعليم
تعلم في جامعة أريزونا، وجامعة ولاية أوريغون